# Mariestads BK
Mariestads Bollklubb är en fotbollsklubb från Mariestad i Skaraborg i Västergötland, bildad den 13 juli 1929 av Allan Lindqvist och spelade säsongen 2022 i division V Västergötland norra, där man efter kvalspel kvarstår till säsongen 2023. Föreningen har spelat fem säsonger i den tredje högsta serienivån, som förr bedämndes division III men nu motsvaras av division I. Detta skedde säsongerna 1944/1945, 1946/1947, 1959, 1964 och 1977.
Mariestads BK spelar sina hemmamatcher på Vänershof som är belägen på Östra Järnvägsgatan. Det finns två reservanläggningar - Norra Vägen och Högelid. 
Ofta omnämns klubben med hjälp av förkortningen MBK eller det vedertagna smeknamnet "Bollis".